# Deštnice
Obec Deštnice se nachází v okrese Louny v Ústeckém kraji. Žije zde 246 obyvatel. Vesnicí protéká Sádecký potok.

## Historie

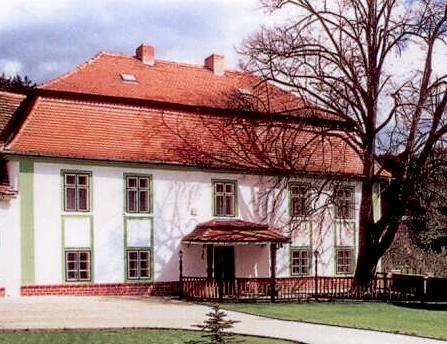
Zámeček čp. 1

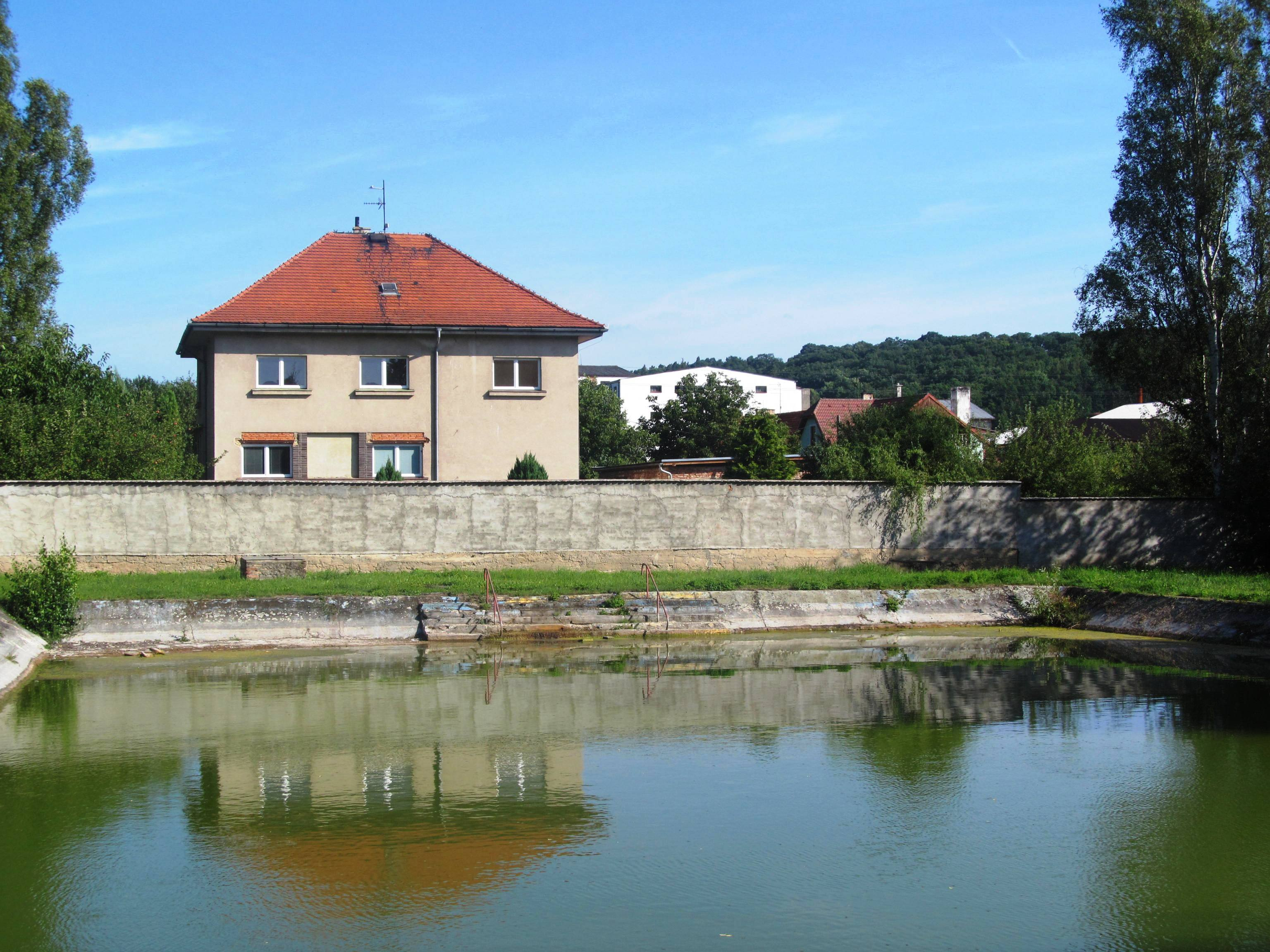
Požární nádrž, v pozadí bývalá škola

První písemná zmínka o obci pochází z roku 1368. Tehdy vystupuje jako svědek na jedné z majetkových transakcí Albrechta z Kolovrat „strenuus virus dominus Henricus de Bezdiecow, residens in Destnicz“, tedy udatný muž pan Jindřich z Bezděkova sídlem v Deštnici. Před husitskými válkami byla Deštnice rozdělena mezi několik majitelů. První známý šlechtic, který se psal podle vesnice, byl v roce 1401 jistý Hrzek z Deštnice, který v přídomku užíval i přídomek „z Nedvídkova“, což byl statek nedaleko od Deštnice. Z uvedeného je zřejmé, že už ve 14. století existovalo v Deštnici panské sídlo. S největší pravděpodobností stávalo v areálu poplužního dvora, kde dnes stojí barokní panský dům čp. 1. Od konce 15. století až do 30. let 16. století patřila Deštnice rytířské rodině Strojetických ze Strojetic. Jejich erbem, modrými parohy na zlatém štítu, je inspirovaný znak obce. Strojetičtí zřejmě připojili k Deštnici sousední Sádek. Roku 1545, když Deštnici prodával Jan Mašťovský z Kolovrat Jeronýmu Šlikovi, už panství tvořily obě celé vesnice.
Deštnicko-sádecké panství šlo z ruky do ruky. V roce 1549 byla do desek zemských zapsána kupní smlouva mezi Šebestiánem z Veitmile a Jindřichem Všetatským ze Všebořic, důležitá tím, že je v Deštnici poprvé uvedená tvrz a chmelnice. Ve skutečnosti obojí ve vsi existovalo o mnoho dříve. V Deštnici se v té době také pěstoval šafrán a kolem se rozkládal neurčený počet rybníků. Roku 1552 koupil Deštnici se Sádkem Bohuslav Felix Hasištejnský z Lobkovic a připojil je ke svému panství Líčkov. Posledními předbělohorskými majiteli Deštnice byli Sekerkové ze Sedčic. Bedřich Sekerka se angažoval ve stavovském povstání a v roce 1623 mu byl majetek konfiskován. Deštnici se Sádkem pak koupil Jan Kryštof svobodný pán z Paaru a připojil je k panství Měcholupy, kde zůstaly až do zrušení poddanství v roce 1848.

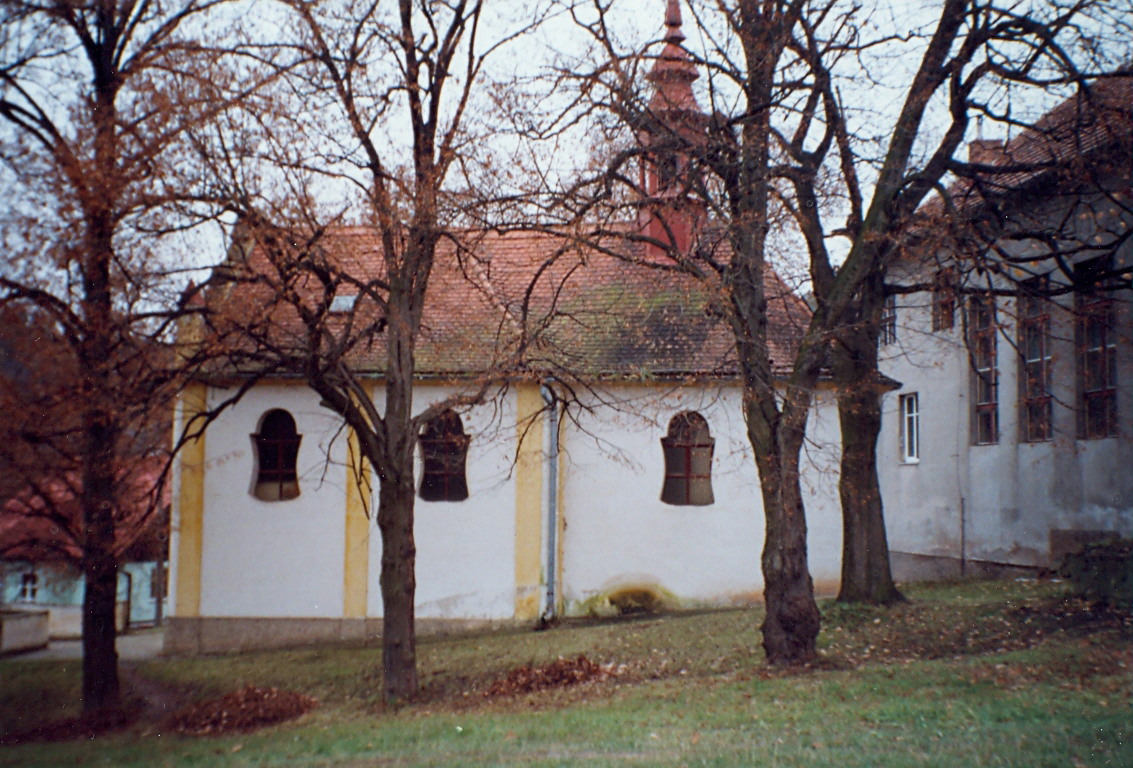
Kostel Navštívení Panny Marie

Po třicetileté válce žilo v Deštnici podle Soupisu poddaných podle víry z roku 1651 pouhých 52 osob, z toho tři v poplužním dvoře. Podle o tři roky mladší berní ruly bylo v Deštnici 18 statků, z nichž byly 4 opuštěné nebo placení berně neschopné. Roku 1700 se měcholupská vrchnost, svobodný pán František z Janialli a Jangangu, rozhodl prodat poddaným na celém panství statky, na nichž hospodařili. Hned onoho roku tuto možnost využilo 16 deštnických hospodářů. V té době už byla jména obyvatel vesnice německá, stejně tak jako pomístní jména. Někdy v té době už ve vsi stál kostel Navštívení Panny Marie. Dokládá to fakt, že kostel ve vsi je zakreslený na Müllerově mapě Čech.
Počátek deštnického školství spadá do roku 1787, kdy se v místních kostelních účtech poprvé vyskytuje "der teschnitzer Schulmeister" (deštnický učitel). Roku 1860 byla stará škola stržena a postavena nová, dnešní čp. 50, které ovšem od té doby prošlo mnoha přestavbami. Škola byla dvojtřídní, patřila pod školu v Nečemicích a až do roku 1904 do ní chodily i děti ze Sádku.
Roku 1860 zakoupil velkostatek Měcholupy včetně Deštnice pivovarnický podnikatel Anton Dreher. V Deštnici byl jeden z hospodářských dvorů velkostatku. Během pozemkové reformy v roce 1925 přešla jeho větší část do majetku státu. V souvislosti se stavbou Buštěhradské dráhy byla roku 1870 poblíž obce postavena ojedinělá stavba: dvojitý železniční viadukt. Zastávka ale byla ve vsi zřízena až roku 1903. Nejstarším spolkem v Deštnici byl sbor dobrovolných hasičů, založený v roce 1872. Roku 1926 byla do obce zavedena elektřina.

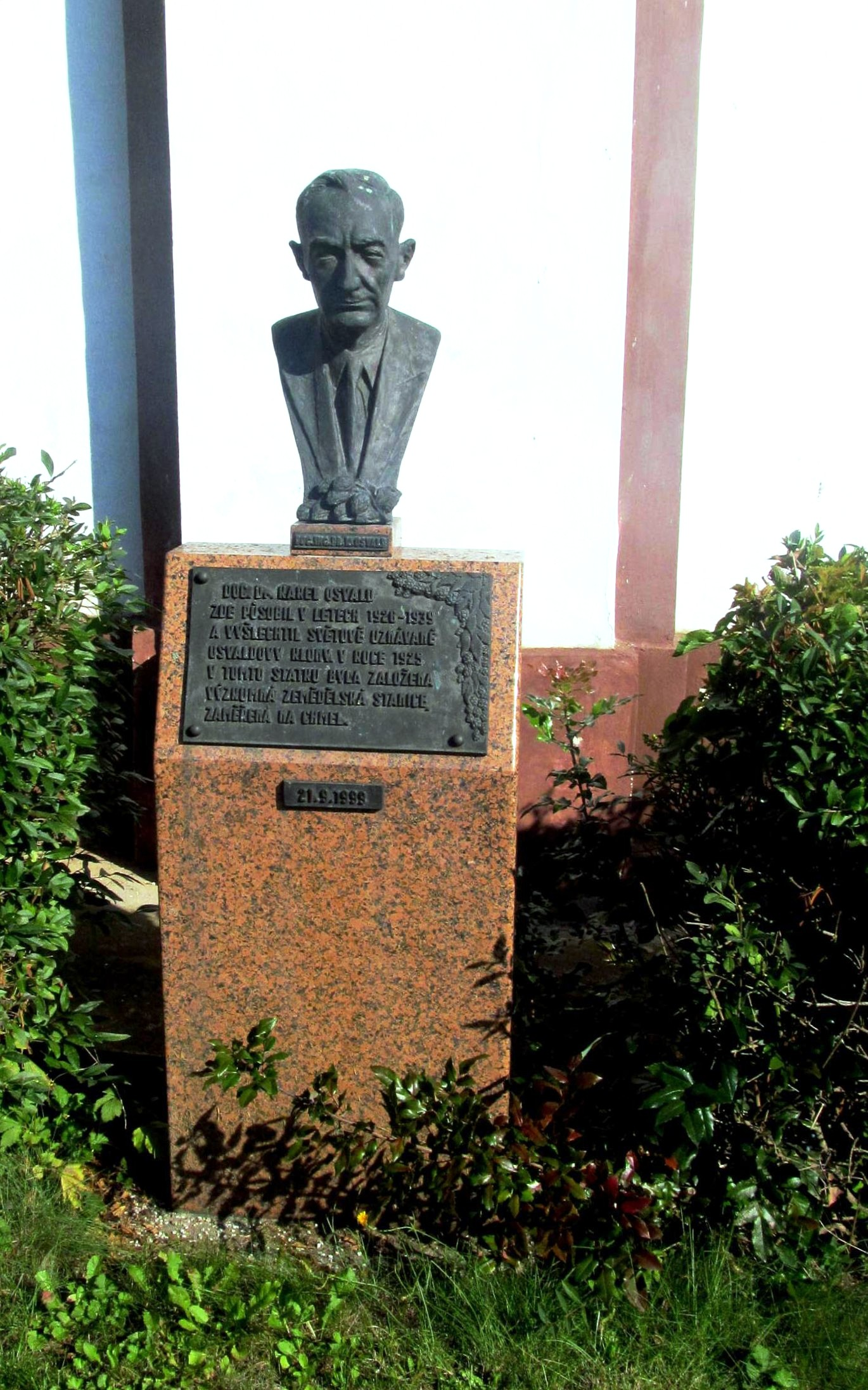
Busta Karla Osvalda v areálu statku

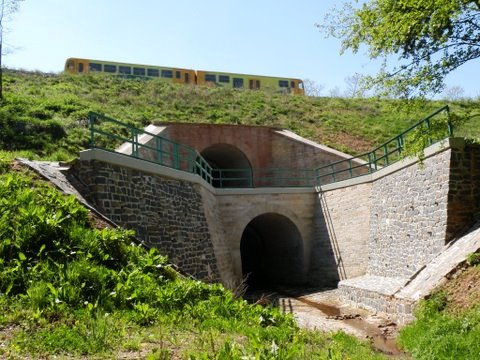
Železniční viadukt

V roce 1925 byla v Deštnici v prostorách bývalého vrchnostenského dvora a dreherovského velkostatku čp. 1 založena Státní výzkumná stanice chmelařská. Působil na ní hned od počátku přední chmelařský odborník Karel Osvald. Ten zde prováděl klonování chmele, v čemž dosáhl významných úspěchů. Žatecký poloraný červeňák, který má chráněné označení původu, je výsledkem zejména Osvaldovy šlechtitelské práce. Za 2. světové války se stanice přestěhovala do Rakovníka (Deštnice byla součástí Velkoněmecké říše). Po válce se do Deštnice vrátila, ale na Osvaldův popud se roku 1947 přemístila do Žatce.
Češi tvořili v Deštnici menšinu i za první republiky. Přes odpor místních Němců se jim v roce 1920 podařilo založit menšinovou školu. V roce 1922 následovala pobočka Národní jednoty severočeské a v roce 1928 česká mateřská škola.
Od března do listopadu 1946 bylo z Deštnice odsunuto 396 Němců. Z německých majetků byly vytvořeny příděly. Ze 41 soukromých přídělů obdrželi 11 volyňští Češi.
Roku 1951 bylo v Deštnici založeno Jednotné zemědělské družstvo, 1953 kolaudována nová školní budova, 1954 zřízeno kino (vybavení včetně promítacího přístroje se dochovalo), 1966 dokončena stavba kulturního domu, 1973 postaveny paneláky na návsi a vodovod, 1976 zrušena škola, 1978 postaveno koupaliště, 1981 zrušen MNV a Deštnice se stala součástí Měcholup, 1990 vznikl obecní úřad, 1992 ukončena činnost státního statku, 2004 udělil Parlament České republiky obci znak a prapor.
V roce 1966 došlo v obci k železniční tragédii, když vlak na přejezdu smetl nákladní auto se školáky mířícími na chmelovou brigádu. Deset z nich srážku nepřežilo.

## Obyvatelstvo
Při sčítání lidu v roce 1921 zde žilo 571 obyvatel (z toho 274 mužů), z nichž bylo 78 Čechoslováků, 492 Němců a jeden člověk s jinou národností. Kromě tří židů a devíti lidí bez vyznání byli římskými katolíky. Podle sčítání lidu z roku 1930 měla vesnice 620 obyvatel: 149 Čechoslováků a 471 Němců. Náboženská struktura byla pestřejší. Stále výrazně převažovali římští katolíci, ale kromě nich ve vsi bylo šest evangelíků, 39 členů církve československé, šest židů a sedm lidí bez vyznání.
V roce 1924 zde podle Stručného popisu politického okresu Žateckého žilo 571 obyvatel, z toho 78 Čechů (14 %) a 493 Němců (86 %).
| Obec Deštnice                                          | Obec Deštnice | Obec Deštnice | Obec Deštnice | Obec Deštnice | Obec Deštnice | Obec Deštnice | Obec Deštnice | Obec Deštnice | Obec Deštnice | Obec Deštnice | Obec Deštnice | Obec Deštnice | Obec Deštnice | Obec Deštnice |
|                                                        | 1869          | 1880          | 1890          | 1900          | 1910          | 1921          | 1930          | 1950          | 1961          | 1970          | 1980          | 1991          | 2001          | 2011          |
| ------------------------------------------------------ | ------------- | ------------- | ------------- | ------------- | ------------- | ------------- | ------------- | ------------- | ------------- | ------------- | ------------- | ------------- | ------------- | ------------- |
| Obyvatelé                                              | 858           | 766           | 772           | 757           | 778           | 788           | 838           | 485           | 455           | 371           | 259           | 201           | 188           | 165           |
| Místní část Deštnice                                   |               |               |               |               |               |               |               |               |               |               |               |               |               |               |
| Obyvatelé                                              | 665           | 591           | 583           | 554           | 559           | 571           | 620           | 337           | 338           | 271           | 216           | 183           | 171           | 132           |
| Domy                                                   | 63            | 77            | 81            | 91            | 103           | 98            | 117           | 114           | 117           | 77            | 64            | 82            | 96            | 74            |
| Data z roku 1961 zahrnují i domy z místní části Sádek. |               |               |               |               |               |               |               |               |               |               |               |               |               |               |

## Části obce
- Deštnice (včetně osady Nová Hospoda)
- Sádek

## Pamětihodnosti
- Na návsi stojí pozdně barokní kostel Navštívení Panny Marie z roku 1802. Významné jsou také původně pozdně barokní budovy hospodářského dvora, jejichž fasády jsou členěné lizénovými rámci a plochými arkádami.[22] Kostel ani hospodářský dvůr nejsou památkově chráněné.

## Doprava
- Obcí prochází železniční trať 124 Lužná u Rakovníka - Chomutov. Dopravcem na této trati společnost Die Länderbahn CZ s.r.o. Na trati jezdí 7 párů osobních vlaků. Zastávka je na znamení.[23]
- Také zde jezdí autobusová linka 742 (Žatec - Měcholupy, Velká Černoc). Dopravcem je Dopravní společnost ÚK, p.o. Obcí projíždí 4 páry autobusů. Zastávkou vzdálenou kilometr od obce (Deštnice, rozc. 1.0) projíždí 9 párů spojů.[24]

## Galerie

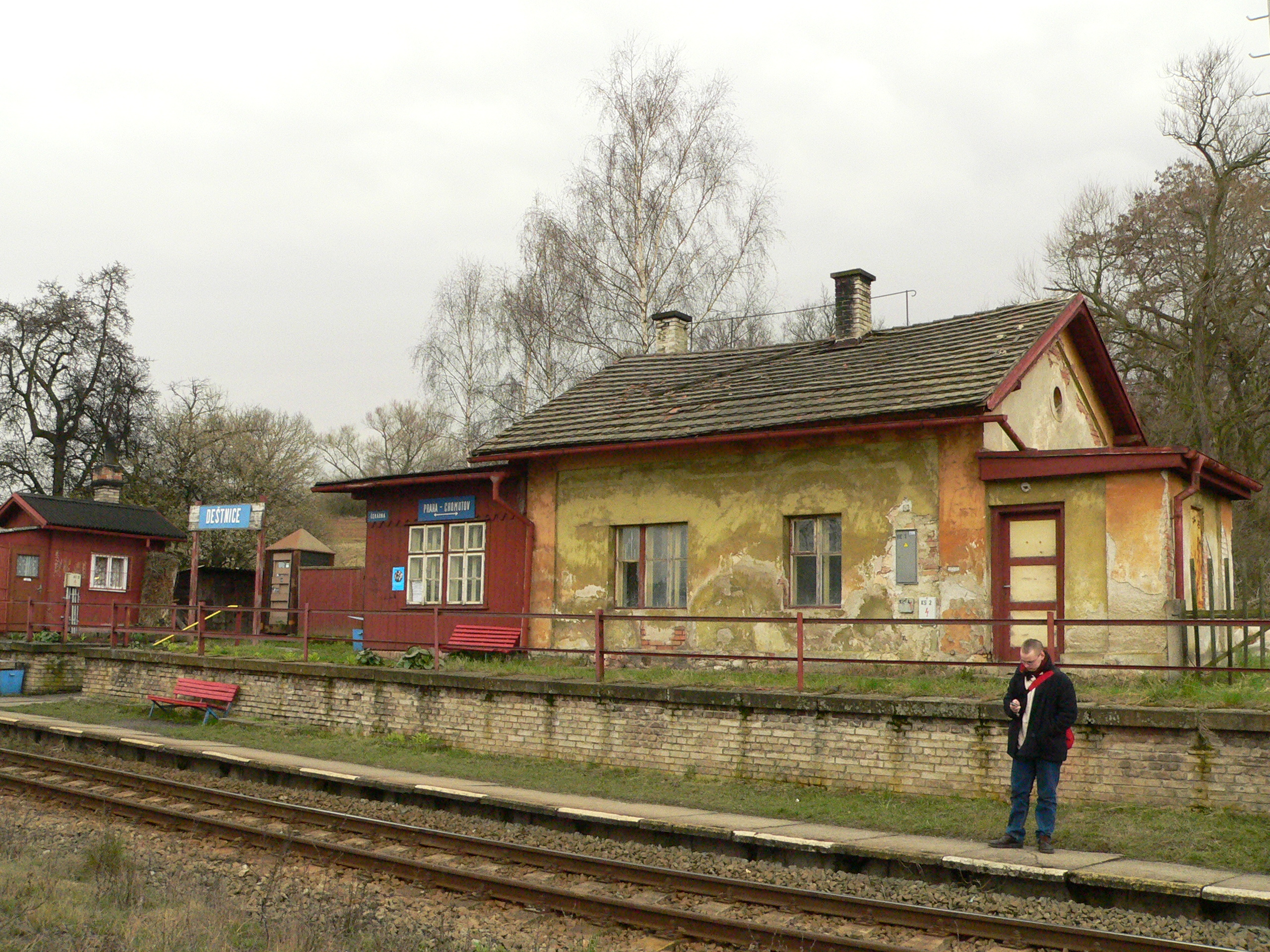
Železniční strážní domek
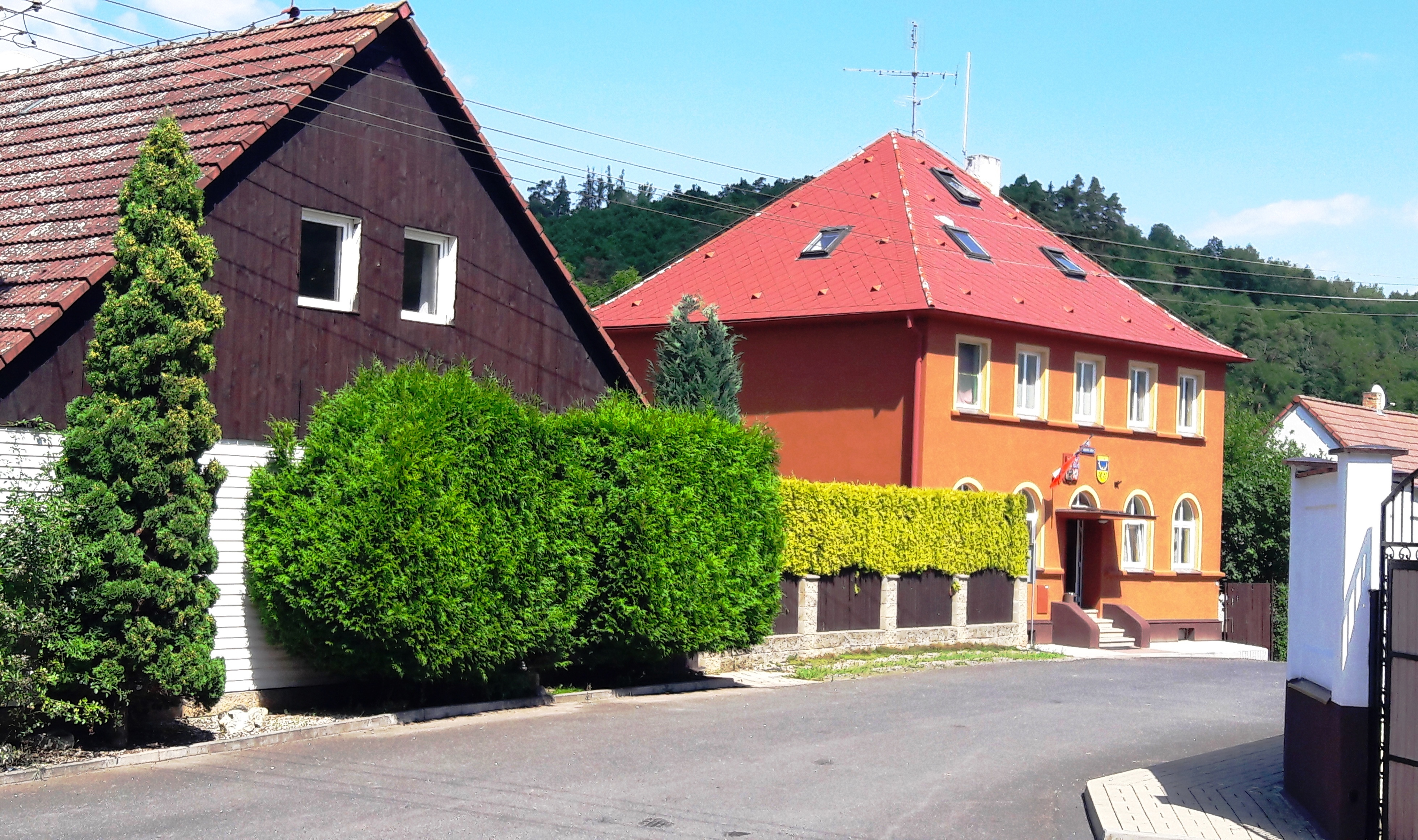
Budova obecního úřadu
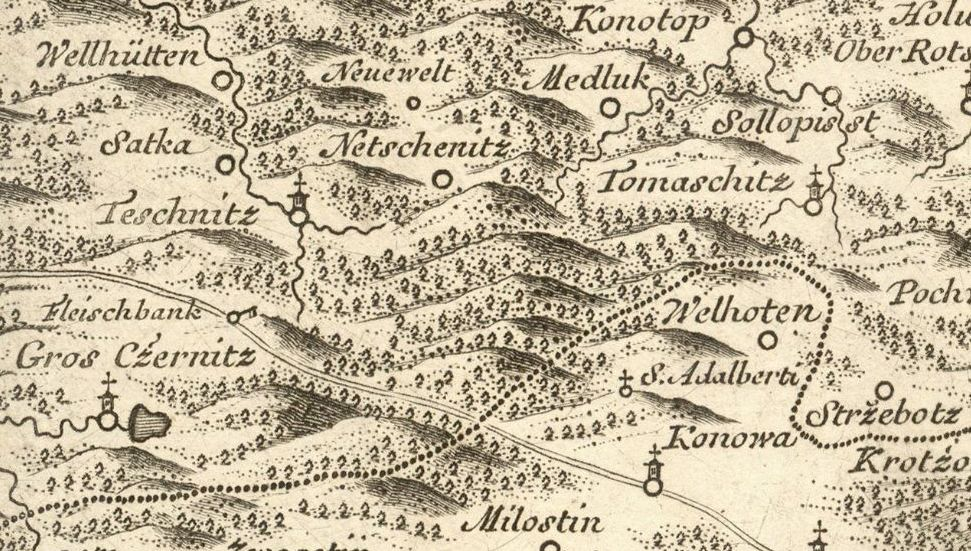
Deštnice (označená jako Teschnitz) na Müllerově mapě z roku 1720